# XTRMNTR
Albums de Primal Scream
Echo Dek
(1997) Evil Heat
(2002)
Singles
1. Swastika Eyes
Sortie : 8 novembre 1999
2. Kill All Hippies
Sortie : 20 mars 2000
3. Accelerator
Sortie : 11 septembre 2000

XTRMNTR est le sixième album studio du groupe écossais de rock indépendant Primal Scream sorti le 31 janvier 2000 sur le label Creation Records.
Il se distingue par un son plus agressif et saturé qu'habituellement pour Primal Scream.

## Liste des chansons
Toutes les chansons sont écrites et composées par Primal Scream, sauf mentions.
| No  | Titre                                                                 | Durée |
| --- | --------------------------------------------------------------------- | ----- |
| 1.  | Kill All Hippies (Primal Scream/M. Nelson/Discovery Productions Inc.) | 4:57  |
| 2.  | Accelerator                                                           | 3:41  |
| 3.  | Exterminator                                                          | 5:49  |
| 4.  | Swastika Eyes (Jagz Kooner Mix)                                       | 7:05  |
| 5.  | Pills                                                                 | 4:17  |
| 6.  | Blood Money                                                           | 7:03  |
| 7.  | Keep Your Dreams (Gary Mounfield)                                     | 5:24  |
| 8.  | Insect Royalty                                                        | 3:35  |
| 9.  | MBV Arkestra (If They Move, Kill 'Em)                                 | 6:41  |
| 10. | Swastika Eyes (Chemical Brothers Mix)                                 | 6:33  |
| 11. | Shoot Speed/Kill Light                                                | 5:19  |